# Flaskhalseffekten

Flaskhalseffekten och återhämtning eller utrotning.

Flaskhalseffekten är en av delmekanismerna i evolutionen. När en population utsätts för flaskhalseffekten utsätts populationen för en drastisk minskning i antal individer genom t.ex. en naturkatastrof. Om populationen blir mindre än minsta livskraftiga population dör den med tiden ut, annars kan den återhämta sig. Härjande skogsbränder som resulterar i endast ett fåtal överlevande individer inom en viss art är ett exempel på en flaskhalseffekt.
En konsekvens är grundareffekten, det vill säga att de få individer som överlever grundar en ny population, på samma sätt som när ett litet antal individer grundar en ny koloni på en plats som tidigare varit obebodd av arten. Populationen ärver grundarnas gener och har inte kvar samma genfrekvenser som före minskningen. I samband med händelsen är populationen i högre grad än vanligt utsatt för genetisk drift (genetisk förändring som beror av slumpmässiga händelser i stället för selektion). Vissa alleler upphör att existera i populationen, även sådana som är fördelaktiga för överlevnaden, och populationen får minskad genetisk variation. Andra alleler blir vanligare, även ofördelaktiga såsom genetiska sjukdomar. Till följd av anförluster och tidig inavel har individerna större genetisk likhet (större andel autosomalt DNA som är identiskt) än man kan förvänta sig utifrån deras närmaste släktskap.